# Autoire (ruisseau)
Pour les articles homonymes, voir Autoire (homonymie).
L'Autoire (ou le ruisseau de Goutal) est un ruisseau français du Massif central qui coule dans le département du Lot en région Occitanie, et un affluent de la Bave, donc un sous-affluent de la Dordogne.

## Géographie
Il prend sa source à 372 mètres d'altitude, près du lieu-dit le Mas Vergnet, dans le Quercy, sur la commune de Saint-Jean-Lagineste, et s'appelle dans cette partie haute le ruisseau de Lavaur. 
Puis le Ruisseau de Goutal bondit en cascade de cinquante mètres de haut au Cirque d'Autoire, et traverse Autoire. Après Autoire, il se nomme le Ruisseau d'Autoire et rejoint la Bave en rive gauche, trois kilomètres plus au nord, à 136 m d'altitude, sur un bras gauche de celle-ci.
La longueur de son cours d'eau est de 9,7 km.

## Communes et cantons traversés
Dans le seul département du Lot, le Goutal arrose quatre communes :
- dans le sens amont vers aval : Saint-Jean-Lagineste (source), Mayrinhac-Lentour, Autoire, Saint-Michel-Loubéjou (confluence)

Soit en termes de cantons, le Goutal prend sa source dans le canton de Saint-Céré et conflue dans le canton de Bretenoux, le tout dans l'arrondissement de Figeac.

## Affluent
Le Goutal a trois affluents référencés :
- ? (rg) 0,6 km sur la seule commune de Mayrinhac-Lentour.
- le ruisseau de Nègre-Garrigues (rd), 1,8 km sur la seule commune de Saint-Jean-Lagineste (canton de Saint-Céré)[2].
- ? (rg) 1,7 km sur les quatre communes de Loubressac, Autoire, Saint-Jean-Lagineste, et Mayrinhac-Lentour.

Le rang de Strahler est donc de deux.

## Voir aussi

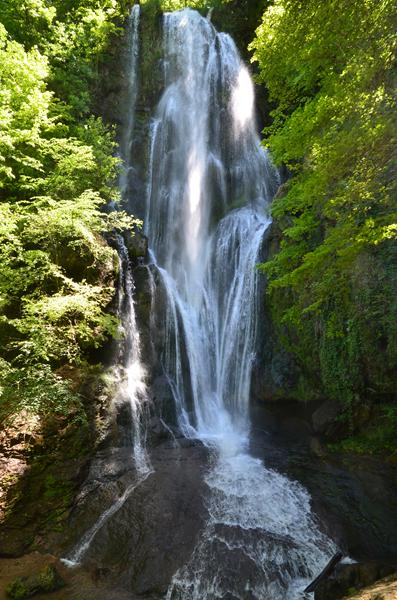
La cascade d'Autoire, 30 m de hauteur